# Kamba (peuple des Congos et d'Angola)
Ne doit pas être confondu avec Kamba (peuple du Kenya).

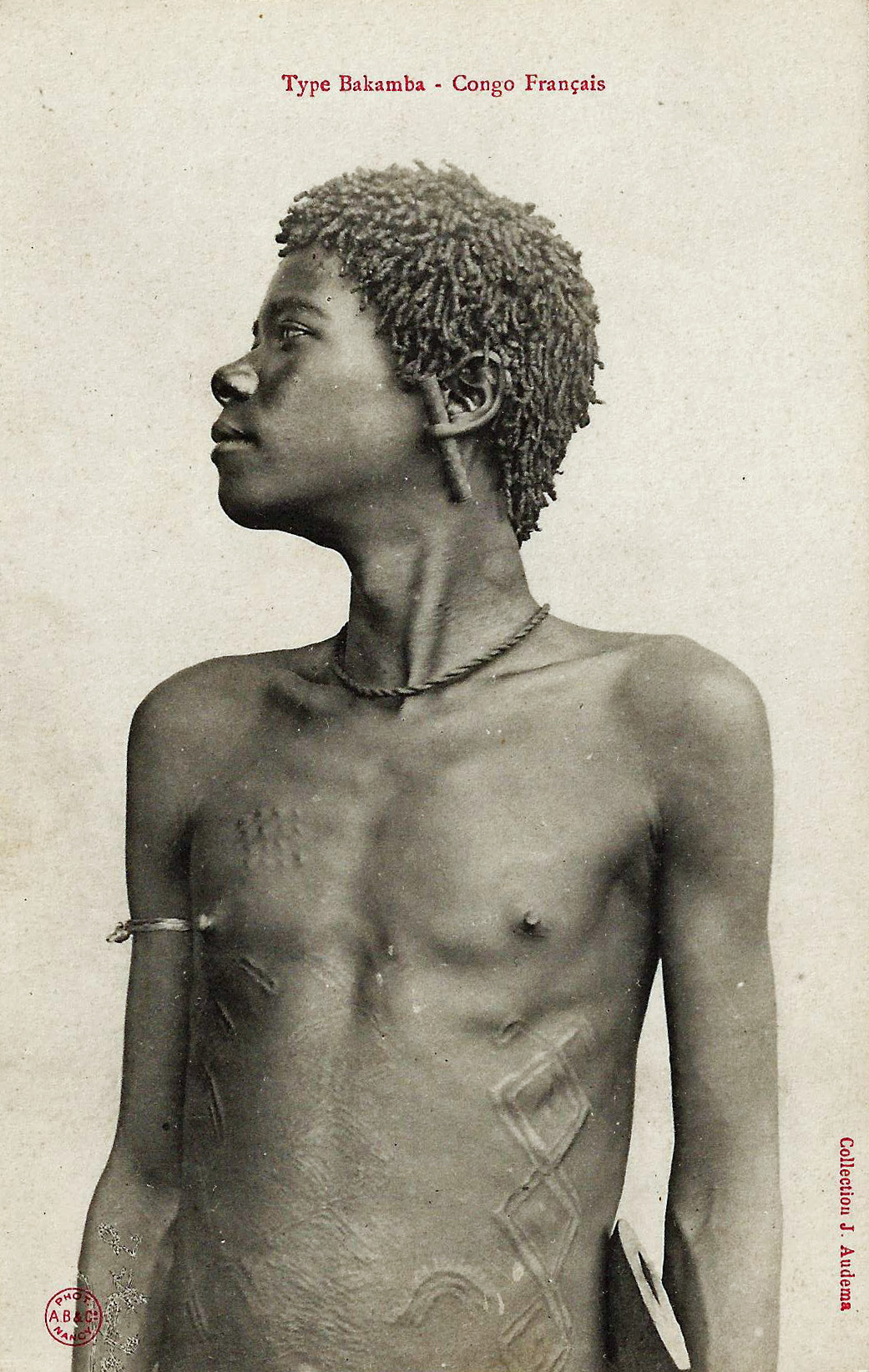
Scarifications chez un Kamba (Congo français).

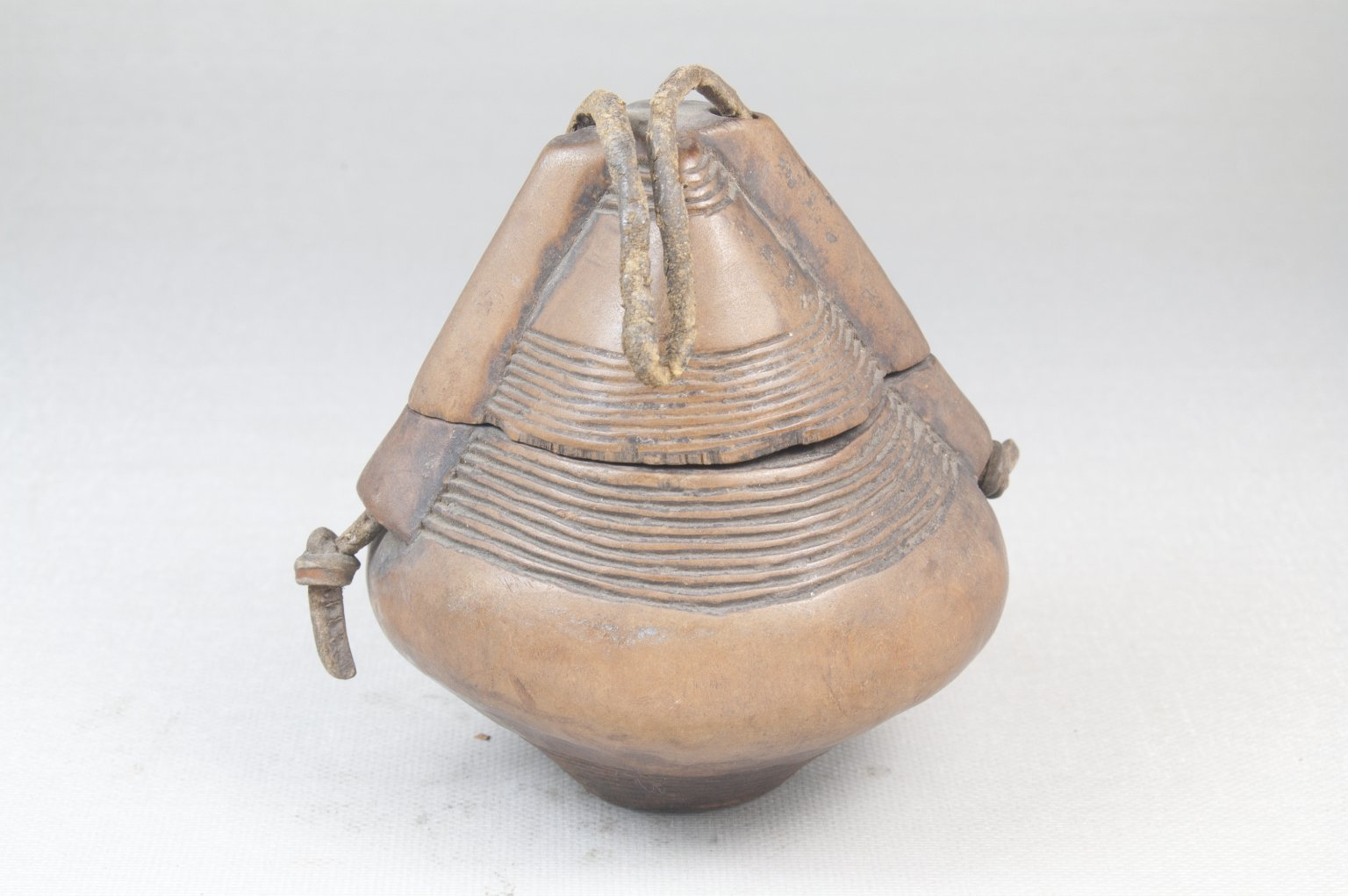
Poire à poudre Tutukipfula.

Les Kamba (ou Bakamba) sont une population d'Afrique centrale vivant en république du Congo, en république démocratique du Congo,en république centrafricaine ou en Angola. Ils font partie du groupe des Kongos.
La plupart vivent près de Madingou dans la vallée du Niari,aussi dans le bassin de  l'Oubangui également de l'autre côté de la frontière. Leur nombre, en république du Congo, a été estimé à 35 000.